# 基哈西
基哈西（希伯來語：‎）是《塔纳赫·列王纪》中的一个人物，他是以利沙仆人。他心中起了贪欲，以以利沙的名义向乃缦索要了银子和衣服，最后被以利沙发现，以利沙告诉他：“因此乃缦的大痲疯必沾染你、和你的后裔、直到永远。”基哈西从以利沙面前退出去，就长了大痲疯、像雪那样白。